# アイスランド・シープドッグ
アイスランド・シープドッグ（英：Iceland Sheepdog）とは、アイスランド原産の牧羊犬種である。単にアイスランド・ドッグ（英：Iceland Dog）という名前でも知られている。別名はフリーアー・ドッグ（英：Friaar Dog）など。

## 歴史
かなり古くから存在し、874年にノルウェーから来たノルウェイジアン・ブーフントが改良されて出来た犬種である。羊やポニーを管理したり誘導する他、猟犬として狩猟を行うのにも使われていた。酷寒の中でも仕事が出来るように徹底した犬質管理が行われ、能力だけでなくルックスやサイズも千年近く前から固定されていた。アイスランドでは数少ない固有種で、他のアイスランド原産犬種よりも沢山飼育されていて、原産地では非常に一般的な犬種である。
しかし、かつてアイスランド・シープドッグにも存亡の危機が迫っていた事があった。本種は2度の世界大戦による戦禍は受けなかったのだが、その前にアイスランドで流行したジステンパーによって多くの犬が死に、頭数は激減した。このころ作業用としてアイスランド・シープドッグを入手するには馬1頭と羊2頭と交換しなければ入手が出来なかったほど希少化が進んでいた。この事態によりジステンパーなどの伝染病が流行した原因が調べられ、これらの菌を持ち込んだのは輸入された動物であった事が判明した。これを受けてアイスランド政府は1901年にアイスランド国内への動物の持込みを禁止し、このことがアイスランド・ドッグの存亡に更なる試練を課すことになってしま
った。国内の本種は絶滅寸前であったが、本種は以前ノルウェーやスウェーデン、フィンランドに輸出された事があり、そこでブリーディングが行われていた。そのため、そこから逆輸入をしてブリーディング・ストック（繁殖用の犬）の増強が計画されていたのだが、動物の輸入が禁止されてしまったためこの計画は断念せざるを得なくなってしまった。
そこで、一時的な救済策として同じくアイスランドを原産とするそり引き犬種、ヤッキ・ドッグの血が加えられることになり、何とか犬種を存続する事が出来た。ヤッキ・ドッグの異種交配は最小限に止められ、頭数の回復後はそれの特徴を完全に取り除いて純粋なアイスランド・シープドッグを復活させる事が出来た。
現在は人気も年々上昇していて、アイスランドの文化遺産の一つとしても認められている。原産地と北欧以外にも輸出されるようになり、ヨーロッパ諸国や欧米などでも知名度の高い犬種の一つにまでなった。世界的にペットとして人気のある犬種ではあるが、日本にはまだ輸入されていない。

## 特徴
日本犬のようなスピッツタイプの犬種で、コートはロングとショートの2タイプがある。ロングはポメラニアンなどと同じくらいの長さのコートを持ち、ショートは柴犬などと同じくらいの長さのコートである。どちらのタイプもコートは厚く密生していて、二重構造のため防寒性が高く、寒さに非常に強い。この厚いコートのため、ややぽっちゃりしているようにも見えるが、実際には中肉中背の犬種体格で太りやすい犬種というわけではない。毛色の制限はなく、立ち耳・巻き尾。アイスバーンの上でも丈夫な爪がスパイクの役割をし、滑らないようになっている。体高は雄46cm前後、雌42cm前後で、体重は雌雄共に9～14kgの中型犬で、性格は陽気で友好的、人や犬とも遊ぶ事が大好きである。体も丈夫で遺伝的にかかりやすい病気がなく、飼育もしやすいのだが、暑さにだけは弱い。